# Costa Gran
La Costa Gran és el serrat que representa la continuïtat cap a llevant de la muntanya de Sant Corneli. Pertany en part a l'antic terme d'Orcau, actualment d'Isona i Conca Dellà i en part a l'antic terme d'Hortoneda de la Conca, actualment de Conca de Dalt.

## Etimologia
El nom de la Costa Gran és de caràcter descriptiu, ja que significa exactament el mateix que les paraules comunes costa gran. L'adjectiu gran s'aplica en comparació amb els contraforts de les altres serres que conformen el paisatge del seu entorn.